# ヤン・デ・ボン
ヤン・デ・ボン（Jan de Bont、1943年10月22日 - ）は、オランダ出身の撮影監督・映画監督。主に1980年代から1990年代にかけてハリウッドで活躍した。

## 略歴
オランダのアイントホーフェン出身。『ダイ・ハード』（1988年）、『ブラック・レイン』（1989年）、『レッド・オクトーバーを追え!』（1990年）、『氷の微笑』（1992年）などで撮影監督を務め、1994年の映画『スピード』で監督デビューした。監督第2作としてハリウッド版『GODZILLA』（1998年）の準備に取りかかっていたが、製作費がかかり過ぎると酷評され、降板した。

## 主な作品

### 監督作品
- スピード Speed（1994年） - 監督
- ツイスター Twister（1996年） - 監督
- スピード2 Speed 2: Cruise Control（1997年） - 監督・原案・製作
- ホーンティング The Haunting（1999年） - 監督・製作総指揮
- トゥームレイダー2 Lara Croft Tomb Raider: The Cradle of Life（2003年） - 監督

### 撮影作品
- ルトガー・ハウアー/危険な愛 Turks fruit（1973年）
- プライベイトレッスン Private Lessons（1981年）
- ロアーズ Roar (1981年)
- クジョー Cujo（1983年）
- グレート・ウォリアーズ/欲望の剣 Flesh + Blood（1985年）
- ナイルの宝石 The Jewel of the Nile（1985年）
- アメリカン・フィフティーズ Mischief（1985年）
- ビル・コスビーのそれ行けレオナルド Leonard Part 6（1987年）
- フーズ・ザット・ガール Who's That Girl?（1987年）
- ダイ・ハード Die Hard（1988年）
- ブラック・レイン Black Rain（1989年）
- レッド・オクトーバーを追え! The Hunt for Red October（1990年）
- フラットライナーズ Flatliners（1990年）
- 嵐の中で輝いて Shining Through（1992年）
- 氷の微笑 Basic Instinct（1992年）
- リーサル・ウェポン3 Lethal Weapon 3（1992年）

### プロデュース作品
- SLC PUNK!!! SLC Punk!（1998年） - 製作総指揮
- マイノリティ・リポート Minority Report（2002年） - 製作
- リベリオン Equilibrium（2002年） - 製作
- クライム・エンジェル Thoughtcrimes（2003年） - 製作総指揮
- ペーパーボーイ 真夏の引力 The Paperboy（2012年） - 製作総指揮

### 出演作品
- 健さん （2016年）